# الصافح (الحيمة الداخلية)

تعديل مصدري - تعديل

الصافح هي إحدى قرى عزلة الحدب بمديرية الحيمة الداخلية التابعة لمحافظة صنعاء، بلغ تعداد سكانها 316 نسمة حسب تعداد اليمن لعام 2004.